# Europa-Haus (Flensburg)

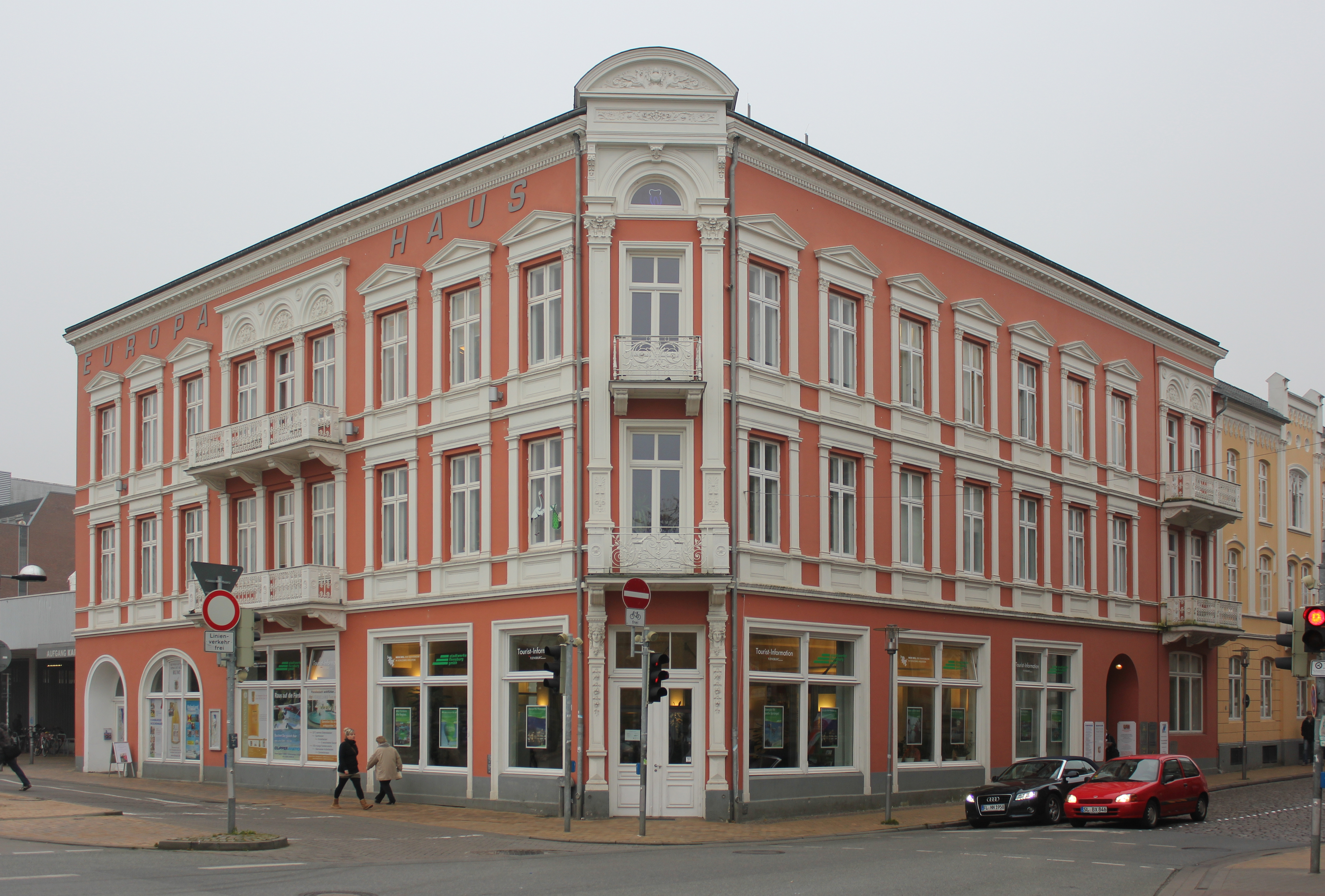
Das Europa-Haus mit seinem Namensschriftzug im Jahr 2011

Das Europa-Haus ist ein Geschäftshaus der Stadt Flensburg. Das ursprüngliche Hotelgebäude aus dem 19. Jahrhundert liegt am Flensburger ZOB und hat die Adresse Rathausstraße 1–3. Im ehemaligen Hotel stiegen zahlreiche Berühmtheiten ab. Das Gebäude wurde als Kulturdenkmal der Flensburger Innenstadt eingetragen.

## Hintergrund

### Bau als Hotel
Um 1860 wurden an der Rathausstraße, die seit 1853 zum Alten Rathaus führte, zwei giebelständige Hauser vermutlich im romantisch-neugotischen Stil errichtet. Bevor dort (nahe dem wichtigen Verkehrsknotenpunkt der Stadt) der ZOB eingerichtet wurde, stand dort seit dem Jahr 1855 der Bahnhof Flensburg. 1865 wurden die beiden Häuser zum Bahnhofshotel umgewandelt, sie wurden miteinander verbunden und erhielten eine gemeinsame Fassade. Das heutige Eckgebäude Süderhofenden / Rathausstraße wurde 1881 im Auftrag des Hotelbesitzers Christian Schrader im Stil der Neorenaissance als Erweiterungsbau des Bahnhofshotels errichtet, das mit den Nachbarhäusern, dem ehemaligen Flensburger Postamt (heutige Alte Post, Rathausstraße 2) sowie dem Hotel Flensburger Hof (heutige Polizeidirektion, Norderhofenden 1) ein Ensemble historistischer Architektur bildete und damals großstädtisches Flair ausstrahlte.

### Kauf durch die Familien Prien
Am 18. Februar 1924 kaufte die Flensburger Familie Prien das renovierungsbedürftige Bahnhofshotel von seinem dänischen Besitzer. 1927 wurde der Bahnhof auf seinen heutigen Standort verlegt, so dass die potenziellen Hotelgäste nicht mehr direkt am Hotelstandort ausstiegen. Mit dem Ausbruch der Weltwirtschaftskrise 1929 wurde die Reichsmark entwertet und die dänische Krone, in welcher der Kaufpreis des Hotels vereinbart war, gewann an Wert. 1931 wurde Deutschlands erster Busbahnhof an Stelle des alten Bahnhofs in Betrieb genommen. 1937 konnte der Kaufpreis letztlich beglichen werden. Erst 1961 verlor das Hotel seinen Namen mit Bezug zum Bahnhof und wurde in „Hotel Europa“ umbenannt, von dem sich der heutige Gebäudename ableitet.

### Abgestiegene Berühmtheiten
Zahlreiche Berühmtheiten stiegen im Hotel ab. Als Adolf Hitler 1932 für seine Wahlrede im Flensburger Stadion zur preußischen Landtagswahl der 4. Wahlperiode nach Flensburg kam, übernachtete er im Zimmer 24 des Hotels. Für dessen Besuch war ein ganzer Bereich vor dem Hotel abgesperrt worden, hinter dem sich zu dem Anlass Menschenmassen drängten. Hitler soll den Abend allein verbracht haben, eine Gemüseplatte mit Mineralwasser verspeist haben. Derweil veranstalteten seine Parteigenossen im Hotel ein wüstes Zechgelage. Es war der einzige „öffentliche Besuch“ Hitlers in Flensburg. (Ein weiterer, aber streng geheimer und somit nicht öffentlicher Besuch Hitlers fand 1936 mit dem Aviso Grille am „Hafen vor der Marineschule Mürwik“ statt. Während dieser Schiffsreise nächtigte er aber nicht in einem Hotel, sondern übernachtete an Bord.) Nach dem Zweiten Weltkrieg besuchten auch bekannte demokratische Politiker das Hotel. Gustav Heinemann, Willy Brandt, Walter Scheel, Helmut Kohl und Hans-Dietrich Genscher nächtigten im Hotel. Auch Musiker, Humoristen und verschiedene Show-Größen besuchten das Hotel, beispielsweise: Lou van Burg, Lionel Hampton mit seinem Orchester, Udo Jürgens, Loriot, Karl Dall und Rudi Carrell.

### Umbau zum heutigen Geschäftshaus
Die Familie Prien führte das Hotel bis zur Schließung am 31. Januar 1992. Der Besitzerfamilie fehlte das Geld zur Investition in bauliche Veränderungen. Es folgte ein langer Leerstand, bei dem das Gebäude sehr stark litt. 2002/2003 wurde das ehemalige Hotel schließlich zum Geschäftshaus umgebaut. Erhalten blieb die große Marmortreppe von 1881 und ein ehemaliges Frühstückszimmer, in expressionistischer Ausgestaltung aus den 1920er Jahren.
Von 2003 bis 2012 befand sich die Touristeninformation im Ladenlokal zum ZOB hin. Danach zog ein Imbisslokal ins Ladenlokal ein, das sich heute noch dort befindet.
Neben und hinter dem Europa-Haus entstand 2015 ein umstrittenes Parkhaus, welches das Gebäude seitdem kontrastreich überragt.